# Les Barbares (opéra)
Pour autres œuvres du même nom, voir Les Barbares (homonymie).
Les Barbares est une tragédie lyrique en 3 actes et un prologue de Camille Saint-Saëns sur un livret de Victorien Sardou et Pierre-Barthélemy Gheusi, créé à Paris le 23 octobre 1901 à l'Académie nationale de Musique.

## Rôles et distribution lors de la première
- Marcomir (ténor) - Albert Alvarez
- Le Récitant (basse) -
- Scaurus (basse) - Francisque Delmas
- Le Veilleur (ténor)
- Hildibrath (baryton)
- Floria (soprano) - Jeanne Hatto
- Livie (contralto) - Meyrianne Héglon
- Germains, légionnaires, romains, habitants d'Orange, vestales, femmes et enfants gallo-romains.

## Discographie sélective
- Catherine Hunold, Floria, Julia Gertseva, Livie, Edgaras Montvidas, Marcomir, Jean Teitgen, le Récitant / Scaurus, Chœur Lyrique et Orchestre Symphonique Saint-Étienne Loire, dir. Laurent Campellone. 2 CD Palazzetto Bru Zane 2014